# The bootleg box set volume 1
The bootleg box set volume 1 is een set van livealbums van Tangerine Dream. Bij het steeds weer uitbrengen van oude uitgaven van TD-album kwam steeds de vraag of er nog liveopnamen waren uit het begintijd van de band. Voor velen was de begintijd op muzikaal gebied de beste tijd van de band. TD, dat in de loop der jaren gekrompen was tot een soort eenmansband, had zelf geen tijd om materiaal bij elkaar te zoeken. Wel hadden ze in het verleden via een fanclub een aantal opnamen uitgebracht, veelvuldig opgenomen via illegale opnameapparatuur binnengesmokkeld tijdens concerten. TD kocht die opnamen op en bracht ze alsnog zelf uit. In 2003 verscheen een eerste verzameling van concerten uit hun vroege periode. De kwaliteit van de opnamen is redelijk, maar de simpele verpakking van die opnamen was voor de fans een doorn in het oog. Sanctuary wilde het bootlegkarakter benadrukken. Bij de eerste persing ging vervolgens weer eens iets mis, net als bij de Bootmoon-serie. Er miste 18 minuten muziek van het concert in Londen. De latere persingen bevatten die muziek wel. Er was wel de mogelijkheid om los van de gehele set, die ene disc te laten vervangen.    

## Musici
- Edgar Froese, Christopher Franke – synthesizers, elektronica

Met
- Peter Baumann – synthesizers, elektronica, alle opnamen behalve disc 2 en 3
- Michael Hoenig – synthesizers, elektronica, alleen discs 2 en 3

## Muziek

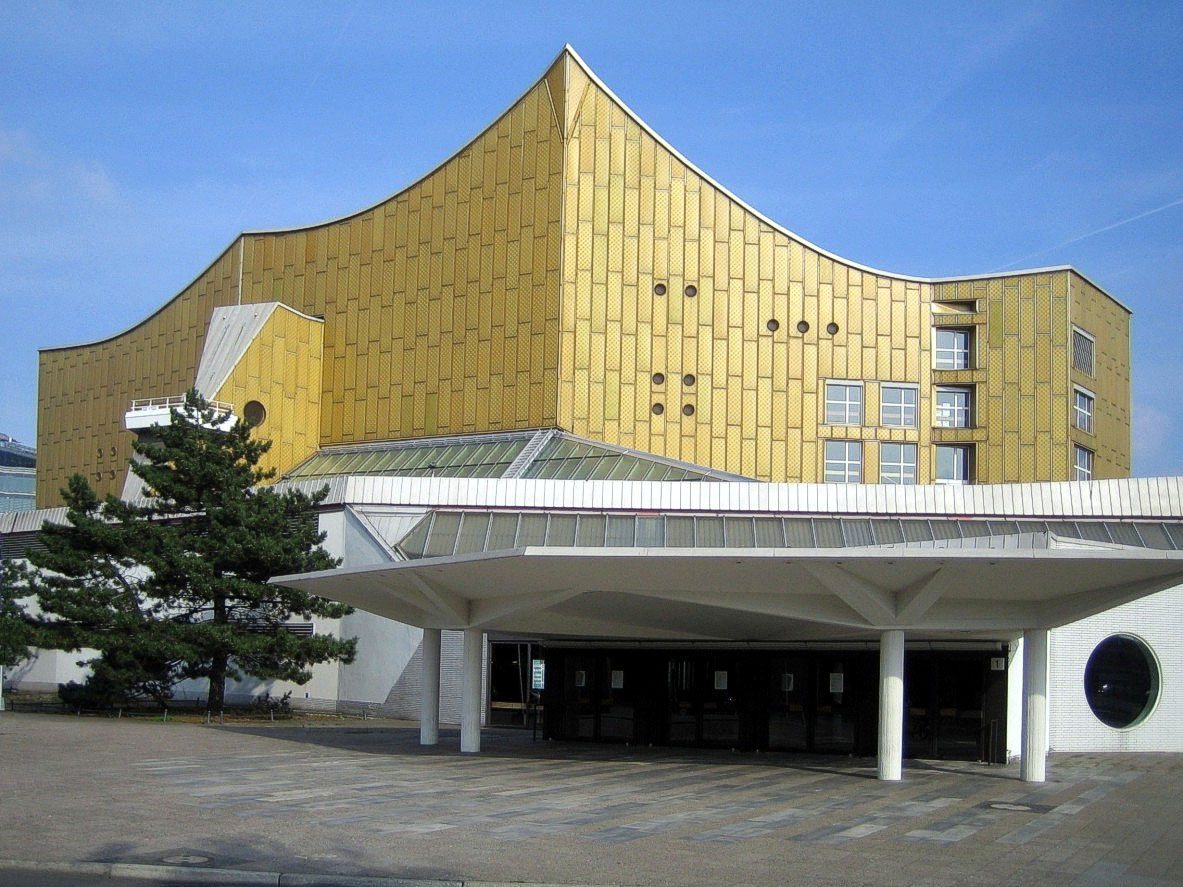
Berlin Philharmonie

| Nr. | Titel                                                     | eerder verschenen als | Duur  |
| --- | --------------------------------------------------------- | --------------------- | ----- |
| 1.  | Sheffield, City Hall 29 oktober 1974 (lange improvisatie) | Tangerine Tree deel 2 | 43:51 |

| Nr. | Titel                                                               | eerder verschenen als | Duur        |
| --- | ------------------------------------------------------------------- | --------------------- | ----------- |
| 1.  | Londen, Royal Albert Hall 2 april 1975 part one (4 delen) (5 delen) | Tangerine Tree deel 9 | 50:07 68:51 |

| Nr. | Titel                                                      | eerder verschenen als | Duur  |
| --- | ---------------------------------------------------------- | --------------------- | ----- |
| 1.  | Londen, Royal Albert Hall 2 april 1975 part two (3 delen)  | Tangerine Tree deel 9 | 39:56 |
| 2.  | Londen, Royal Albert Hall 2 april 1975 part three (1 deel) | Tangerine Tree deel 9 | 13:50 |

| Nr. | Titel                                                | eerder verschenen als | Duur  |
| --- | ---------------------------------------------------- | --------------------- | ----- |
| 1.  | Croydon, Fairfield Hall 23 oktober 1975 (part one)   | Tangerine Tree deel 7 | 20:35 |
| 2.  | Croydon, Fairfield Hall 23 oktober 1975 (part two)   | Tangerine Tree deel 7 | 30:15 |
| 3.  | Croydon, Fairfield Hall 23 oktober 1975 (part three) | Tangerine Tree deel 7 | 10:52 |

| Nr. | Titel                                                       | eerder verschenen als | Duur  |
| --- | ----------------------------------------------------------- | --------------------- | ----- |
| 1.  | Bilbao, Pabellion de la Casilla, 31 januari 1976 (part one) | Tangerine Tree deel 6 | 44:26 |

| Nr. | Titel                                                         | eerder verschenen als | Duur  |
| --- | ------------------------------------------------------------- | --------------------- | ----- |
| 1.  | Bilbao, Pabellion de la Casilla, 31 januari 1976 (part two)   | Tangerine Tree deel 6 | 43:00 |
| 2.  | Bilbao, Pabellion de la Casilla, 31 januari 1976 (part three) | Tangerine Tree deel 6 | 17:13 |
| 3.  | Bilbao, Pabellion de la Casilla, 31 januari 1976 (part four)  | Tangerine Tree deel 6 | 9:41  |

| Nr. | Titel                                                                       | eerder verschenen als | Duur  |
| --- | --------------------------------------------------------------------------- | --------------------- | ----- |
| 1.  | Berlijn, Philharmonics, 27 juni 1976 (Electronic rock at the Philharmonics) | Tangerine Tree deel 8 | 31:24 |